# Alexandre Koyré
Alexandre Koyré, född 29 augusti 1892 i Taganrog, Kejsardömet Ryssland 
död 28 april 1964 i Paris, var en fransk filosof av rysk börd. 
Koyré var professor vid École pratique des Hautes Études (EPHE) i Paris från 1932 till 1964.

## Biografi
Alexandre Koyré föddes i en judisk familj i Taganrog. Han gick i skola i Rostov och Tbilisi. Vid sexton års ålder for han till Göttingen för att där studera matematik och filosofi för David Hilbert och Edmund Husserl. År 1911 inledde han studier vid Sorbonne, där bland andra Henri Bergson, Victor Delbos, André Lalande och Léon Brunschvicg var hans lärare. Under första världskriget stred Koyré först för Främlingslegionen och från 1916 i ett ryskt regemente.
Koyré avlade doktorsexamen år 1922 och började att föreläsa vid École pratique des Hautes Études (EPHE) i Paris, där han lärde känna Alexandre Kojève. År 1929 åhörde Koyré Husserls föreläsningsserie över Descartes Meditationer över den första filosofin. Samma år genomförde Koyré sin habilitation med en omfattande studie om den tyske religionsfilosofen och mystikern Jacob Böhme. Tre år senare utnämndes Koyré till professor vid EPHE. 
Under 1930-talet och i början av 1940-talet föreläste Koyré vid Kairos universitet. Under andra världskriget undervisade han vid The New School i New York. Efter kriget återkom han vid flera tillfällen till USA och föreläste vid en rad lärosäten: Harvard, Yale University, University of Chicago, University of Wisconsin och Johns Hopkins University; år 1956 invaldes han i American Academy of Arts and Sciences.
I Paris grundade Koyré 1958 Centre de recherche en histoire des sciences et des techniques, som 1966 bytte namn till Centre Alexandre-Koyré (CAK). Koyré tilldelades 1961 George Sarton-medaljen för sina insatser inom vetenskapshistoria. Till Koyrés ära utdelar Académie internationale d’histoire des sciences Alexandre Koyré-medaljen.
År 1957 utgav Koyré From the Closed World to the Infinite Universe, som handlar om den tidigmoderna tidens vetenskapssyn och hur vetenskapsmännens syn på världen förändrades genom bland andra Nicolaus Cusanus, Giordano Bruno och Isaac Newton forskningsinsatser.